# Martin Lundgaard Hansen
Martin Lundgaard Hansen (* 11. Oktober 1972) ist ein Badmintonspieler aus Dänemark.

## Karriere
Lundgaard startete im Herren-Einzel und wurde 1993 für die Teilnahme an der Weltmeisterschaft in Birmingham ausgewählt. Er wurde zusammen mit Jens Eriksen 2002 Europameister im Herrendoppel. Diesen Titel verteidigten sie in den Jahren 2004 und 2006 erfolgreich.
Lundgaard nahm gemeinsam mit seinem Partner Jens Eriksen an den Olympischen Sommerspielen 2004 teil. Im Herrendoppel hatten Hansen und Eriksen ein Freilos in der ersten Runde, in der zweiten bezwangen sie Howard Bach und Kevin Han aus den USA. Im Viertelfinale schlugen Hansen und Eriksen Fu Haifeng und Cai Yun aus China mit 3:15, 15:11, 15:8. Sie unterlagen im Halbfinale Lee Dong-soo und Yoo Yong-sung aus Südkorea mit 9:15, 15:5, 15:3 und auch das Match um die Bronzemedaille gegen Eng Hian und Flandy Limpele aus Indonesien mit 15:13, 15:7, um schließlich Vierte zu werden.